# 溫什普角
溫什普角（英語：Winship Point），是南極洲的海岬，位於南設得蘭群島的喬治王島，處於波特灣入口處西部，在1960年由英國南極名稱諮詢委員會命名，現時由南極條約體系管理。